# Grup Escolar Ramon Llull
El Grup Escolar Ramon Llull és un edifici situat a l'avinguda Diagonal i els carrers de Sardenya, Consell de Cent, i Marina de Barcelona, catalogat com a bé cultural d'interès local.

## Història
L'any 1916 es va crear la Comissió de Cultura, on es va definir la voluntat de crear noves escoles on l'educació fos« popular i de qualitat.» Per aquest motiu, des de l'any 1917, en diversos llocs de la ciutat s'alçaren edificis monumentals per apropar l'educació a la població, sense cap distinció d'origen ni de situació social. Tanmateix, les noves propostes pedagògiques que provocaren una transició de «l'escola basada en els llibres» a «l'escola activa», on l'aprenentatge comprenia treballs manuals, dibuixos, gimnàstica, jardineria, botànica i teatre entre d'altres, va desenvolupar la necessitat d'un nou model arquitectònic. Aquests grups escolars van ser projectats per l'arquitecte Josep Goday i Casals, que va crear un model en certa manera estandarditzat però adaptat en cada cas a les característiques de la parcel·la i la localització, prenent com a referència les escoles suïsses, alemanyes, italianes i nord-americanes de principis del segle xx, que Goday coneixia.
Aquest nou model d'arquitectura escolar es caracteritza per la monumentalitat, justificada en part com una exaltació del civisme i l'educació. El projecte comprèn dos pavellons, un per nens i un per a nenes generalment comunicats per un element porticat i que compta entre d'altres instal·lacions amb jardins, teatre i biblioteca. Les aules sempre s'obren a amplis halls o passadissos que permeten la circulació dels alumnes i caixes d'escala molt amples il·luminades amb llum natural, element aquest últim de gran importància en tots els edificis. Destaca també el detall en els acabats, amb decoració pictòrica mural, especialment a les llindes de les portes i les bigues de la coberta.
En aquest cas, Goday projectà dos edificis simètrics, decorats amb bells esgrafiats. El projecte és de l'any 1918, però l'obra només va començar tres anys després. Les obres foren interrompudes per la dictadura de Primo de Rivera, i l grup escolar Ramon Llull -on hi cabien més d'un miler d'infants- es va inaugurar el dia 29 de març de 1931, poc abans de la proclamació de la Segona República.
Bona part de la decoració és obra de Francesc Canyellas, que va dissenyar els esgrafiats exteriors i els treballs de terracota que coronen les cornises i omplen els timpans de les portes. També va realitzar el disseny de la pictografia i senyalització interior dels espais així com les fonts d'aigua localitzades a cadascú dels nivells dels pavellons.
Alguns dels mobles, concretament les taules i tauletes auxiliars, van ser realitzades per la casa Francisco Frau Hermanos, de Palma.

## Descripció
La construcció ocupa tota l'illa -de planta trapezoïdal- tot i que l'edifici es desenvolupa en un terç de la parcel·la, mentre la resta de la superfície es destina a jardí.
Està format per dos edificis de cinc plantes (soterrani, planta baixa, dos pisos i sota coberta) totalment simètrics, entre els que es desenvolupa un cos rectangular d'un pis que els uneix, a manera de vestíbul. L'existència dels dos edificis es deu la pròpia concepció educativa del moment, crear un col·legi mixt però on els alumnes estiguessin separats per sexe; així es crea un pavelló per nens i un per nenes. Actualment aquests criteris educatius han canviat de tal forma que el pavelló de nenes acull les aules dels cursos d'educació infantil i el de nens els de primària, tot dos amb aules mixtes.
El projecte arquitectònic –molt similar al d'altres escoles dissenyades per Goday– es caracteritza per l'estil d'edificis nobles, molt lluminosos i oberts als quatre vents, que pretenien crear una escola quasi idíl·lica que superés els models d'escola que hi havia en aquell moment. Es va construir amb materials senzills pedra i maó, però es va obtenir un caràcter noble mercès als revestiments dels paraments i la decoració.
Així, les façanes exteriors destaquen per disposar elaborats esgrafiats, que enalteixen la importància de l'educació a través de figures i escenes relacionades amb nens i l'ensenyament. Els dos edificis presenten la mateixa organització formal i disposen de quatre façanes amb tres nivells d'alçat ben diferenciats gràcies a unes cornises corregudes en voladís i on el tram central dels costats llargs està potenciat -tant a la banda de l'avinguda Diagonal com del jardí- a través d'un tractament diferenciat de les obertures i el coronament.
Totes les finestres del primer cos (planta baixa i primer pis) segueixen el mateix model compositiu: rectangulars, amb ampit, rematades per uns elements a manera de cornisa i emmarcades per esgrafiats. A sobre d'aquest cos -i separat per una gran cornisa- es desenvolupa el quart nivell on es combinen finestres rectangulars de llinda llisa amb altres de llinda de mig punt i on s'hade destacar el tram central del costat llarg, on es disposa una finestra de tres obertures projectada a partir d'un gran arc de mig punt. És precisament aquest element, el que contribueix a potenciar el cos central dels edificis junt al darrer pis, on es disposa un cos d'evident influència barroca al que s'obren tres òculs i que es remata amb un frontó triangular a la coberta.
El tram central que uneix els dos edificis presenta un únic pis, tot i que es transitable a la coberta -de terrat pla- per tal de comunicar els dos pavellons a nivell de primer pis. Aquest edifici es presenta com un element porticat -obert cap a la banda del jardí, amb el que comunica a través d'unes escales- amb columnes sobre les que imposten arcs de mig punt i cobert amb voltes de creueria. Pel contrari el frontis que dona a l'avinguda Diagonal està tancat amb un mur on es localitzen tres portes d'accés al col·legi des d'aquesta via; en aquest sentit cal ressaltar l'especial tractament decoratiu i estructural de l'obertura central. Està flanquejada per dos parelles de columnes que sostenen l'entaulament, a l'eix vertical d'aquestes es disposen dos grups escultòrics que representa uns cistells, acompanyats, d'espigues i d'un ancora respectivament i que acompanyades d'un relleu central, configuren una al·legoria de l'educació.
Des del vestíbul s'accedeix a cadascú dels pavellons a través d'unes escales, ja que aquests es troben lleugerament elevats respecte del nivell al que es troba el vestíbul. El dos pavellons presenten la mateixa organització, un primer vestíbul amb escales i tancat amb portes de fusta i vidre que el independitzen de l'àmbit de la planta baixa, al qual aboca directament. Aquest espai s'organitza a manera de passadís o rebedor, al qual s'obren les diverses aules i dependències administratives i també l'escala que comunica amb els nivells de soterrani -on es localitza el menjador- i la resta de pisos.
L'escala presenta una gran amplitud per tal de facilitar el trànsit dels alumnes i disposa de llum natural, gràcies a unes finestres obertes a la façana de l'Avinguda diagonal, on es desenvolupa la caixa d'escala.
Un dels espais més destacats és el nivell de sota coberta, on es localitza el teatre -al pavelló de nenes- i la biblioteca -al pavelló de nens-. Aquestes dos instal·lacions es localitzen en el darrer nivell, ja que permet disposar d'un espai molt ampli i diàfan gràcies al tipus de coberta que Goday projecta. Es tracta d'un sistema de múltiples vessant contraposades a sobre d'una estructura d'encavallades de fusta que permeten, d'una banda cobrir un espai tan gran -tota la planta de l'edifici- tot prescindint d'elements de recolzament centrals que li restin diafanitat i per altra, facilitar el desguàs de les aigües de pluja. Les bigues estan decorades amb senzills motius geomètrics en tonalitats vers i blanc.
Un dels elements més recurrents en aquest tipus d'edificis projectat per Goday són les fonts d'aigua, de les quals n'hi ha una a cada planta dels pavellons. Les fonts estan decorades amb aplics ceràmics i motius pictòrics, que completen el programa decoratiu dels interiors. Aquest programa decoratiu es basa en paraments de revestiment pictòric en verds i blanc i petites representacions pictòriques sobre les llindes de les portes, generalment figuratius d'origen animal i amb una certa estètica de traç infantil.
Els sostres són generalment de revoltó amb biga de ferro a excepció dels ja esmentats espais de sota coberta i la planta de soterrani, concretament en la zona del vestíbul porticat que uneix els pavellons. Aquest espai configurat a manera de corredor presenta una alçada menor a altres espais i es cobreix amb volta de creueria.
Encara es conserva a l'edifici bona part del mobiliari original, inspirat en models castellans dels segles xvi i xvii. Entre d'altres destaquen tres armaris de direcció de fusta de faig tallada, la tipologia del qual s'inspira en els armaris aragonesos i castellans dels segles xvi i especialment xviii. Una taula gran de faig tallada amb potes tornejades, així com diverses tauletes auxiliars de la mateixa tipologia. Una taula de reunions, actualment a la sala de professors, de fusta, amb potes tornejades i unides amb un eix de fusta central. Diverses cadires de fusta tallada, tornejada i seient de cordill de palma entrecreuat que toma com a referent les solucions formals dels mobles populars. Altre dels mobles més característics és el que es correspon amb la tipologia de biblioteques d'aula, projectada per Goday i que es configura com un moble contenidor per a llibres i revistes que es disposava en un racó de l'aula. Pren com a model les arquemises castellanes del segle xvii amb un suport denominat «de pont» i dos portetes tallades a l'exterior i una llegenda en pergamí a l'interior que diuen: Bien empezado, casi acabado (porta esquerra) i Bien habla quien bien calla (porta dreta) i en altre, Cada cosa para su cosa (porta esquerra) i Cada uno habla como sabe (porta dreta). Aquestes llegendes van ser molt probablement repintades a l'acabament de la Guerra Civil, ja que l'original era en català.
Finalment, els armaris penjadors per als infants, dels quals hi ha dos models, un amb calaixos a la part inferior i un altre sense.
A la planta baixa es conserva un banc de fusta realitzat per Francisco Frau Hermanos que presenta un escut tallat al respatller. Es conserven també bona part de les pissarres giratòries.